# 倶利伽羅江
倶利伽羅江（くりからごう）は、南北朝時代に作られたとされる日本刀（短刀）である。明智光秀の愛刀として知られており、焼失し現在は存在しない。倶利伽羅郷とも呼ばれる。

## 概要
南北朝時代の刀工・郷義弘により作られた刀である。郷義弘は、通説では越中国新川郡松倉郷（富山県魚津市）に住んでいたことから、郷、もしくは読み替えて同音の江と称されるという。一説には、義弘の本姓が大江氏であるため、1字取って江の字を用いて、転じて郷の字を使用したともいう。義弘は相州正宗の流れを汲む正宗十哲の一人とされ、師匠である正宗に劣らず地刃ともに明るく冴える作品が多く評価が高い刀工であるが、一方で義弘による在銘の刀は皆無であり、本阿弥家が義弘の刀と極めたものか伝承により義弘の刀と言われているもの以外、滅多に義弘の刀を見ないことをもじって「郷とお化けは見たことがない」ともいわれる。
倶利伽羅江の名前の由来は、差裏（さしうら）の棒樋の中に倶利伽羅龍（倶利伽羅剣に絡みつく龍）が彫られていたことから由来する。倶利伽羅龍は龍神または不動明王が転じた化身の姿であり、不動明王が使う神通力を龍の姿で表しているとされる。元々、本作は越前国の戦国大名である朝倉家が所持していた。しかし、1573年（天正元年）に織田信長の越前侵攻によって朝倉家が滅亡した際に多くの美術品が散逸する中、朝倉家の腰物奉行が落ち延びるときに本作を腰に差して持ち出し、それを密かに聞き出していた光秀が求めた。
1582年（天正10年）6月2日に発生した本能寺の変によって一時は天下を得た光秀であったが、高松城の水攻めから引き返してきた豊臣秀吉に攻め込まれることになる。光秀は居城である坂本城の守りを女婿（または従弟）である明智秀満に任せ、光秀は山崎（現在の京都府長岡京市）の地に陣を張って秀吉と対決することになった（山崎の戦い）。『川角太閤記』によれば、光秀の軍勢が次第に劣勢になり坂本城が秀吉軍に包囲されると、秀満も覚悟を決めて城中に保管されていた名宝を失うわけにはいかないと、城を包囲していた秀吉軍の堀直政（堀秀政の配下）へ宝物を引渡すことになった。なお、このとき不動国行、二字国俊、薬研藤四郎などなだたる名刀が引き渡されたが、その中には本作が含まれていなかった。直政が高名な倶利伽羅郷がないことについて秀満へに尋ねると、「郷の刀は日向守（光秀）存生中常々命もろともと秘蔵致したる道具なれば、吾等腰にさし死出の山にて日向守へ相渡し申すべし」（倶利伽羅郷は、主である明智光秀の大切な刀剣なので、私が腰に差して参ります。そして死んだ先で主にお返しします）と返したとされる。
坂本城が陥落寸前に陥ると秀満は光秀の妻子達を手にかけて刺殺し、本作を取出して殿主の戸を開けて相手方に見せるようにして、見習手本にせよと言って十文字に切腹した。その切伏ざまに鉄砲の火薬に火をかけて自害したとされる。後に坂本城は秀吉軍の放った炎に包まれて落城し、焼け跡から本作を捜索したが見つけ出すことが出来なかったとされている。その後の様子を『川角太閤記』では以下のように記している。

## 作風

### 刀身
刃長（はちょう、刃部分の長さ）は28.2センチメートル（9寸3分）、造込（つくりこみ）は平造り、指裏（さしうら）は不明であるが、指表（さしおもて）は太い棒樋（ぼうひ、鎬地へ溝が掘ってあるもの）の中には倶利伽羅龍が彫られているとされる。刃文（はもん）は、基本的に直刃（すぐは、最も基本的な直線状の刃文）であるが剣先へ上がるにつれて大きく乱れ互の目（ぐのめ、丸い碁石が連続したように規則的な丸みを帯びた刃文）となる。
帽子（ぼうし、切先部分の刃文）は、尖り火焔（刃文が切先に向かって尖がっており、炎が燃え上がるようなものになっている）風になっている。茎（なかご、柄に収まる手に持つ部分）にうぶであり目釘穴は一つ、銘に「江」と彫られている。郷義弘の作刀には無銘のものが多く、銘が彫られていたことよって貴重なものであるとされる。

### 用語解説
- 作風節のカッコ内解説及び用語解説については、刀剣春秋編集部『日本刀を嗜む』に準拠する。

1. ↑  「造込」は、刃の付け方や刀身の断面形状の違いなど形状の区分けのことを指す[5]。
2. ↑  「刃文」は、赤く焼けた刀身を水で焼き入れを行った際に、急冷することであられる刃部分の白い模様である[7]。焼き入れ時に焼付土を刀身につけるが、地鉄部分と刃部分の焼付土の厚みが異なるので急冷時に温度差が生じることで鉄の組織が変化して発生する[7]。この焼付土の付け方によって刃文が変化するため、流派や刀工の特徴がよく表れる[7]。